# Burnhaupt-le-Bas
Pour les articles homonymes, voir Burnhaupt.
Burnhaupt-le-Bas est une commune de la couronne périurbaine de Mulhouse située dans la circonscription administrative du Haut-Rhin et, depuis le 1er janvier 2021, dans le territoire de la Collectivité européenne d'Alsace, en région Grand Est.
Cette commune se trouve dans la région historique et culturelle d'Alsace.
Ses habitants sont appelés les Burnhauptois et les Burnhauptoises.

## Géographie

### Localisation

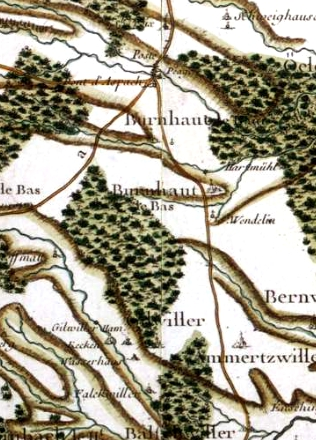
Carte Cassini de Burnhaupt-le-Bas.

Cette section est rédigée à partir des informations fournies par l'office de tourisme.
Burnhaupt-le-Bas fait partie de l'arrondissement de Thann et du canton de Cernay. Située à 1 km du lit de la Doller à la porte du Sundgau, la commune est idéalement placée près d'un nœud routier et autoroutier. Cernay est à 11 km, Thann à 15 km, Masevaux à 16 km, Mulhouse à 16 km et Altkirch à 14 km.
| Guewenheim   | Burnhaupt-le-Haut | Reiningue  |
| Soppe-le-Bas | Burnhaupt-le-Bas  | Heimsbrunn |
| Diefmatten   | Ammerzwiller      | Bernwiller |

### Milieux naturels et biodiversité
Présence de milieux remarquables :

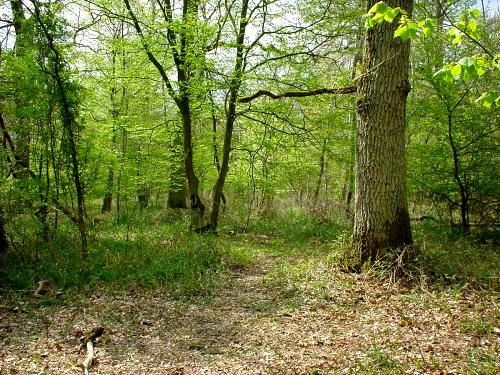
Chênaie-Charmaie.

- le massif du Buchwald : forêt située en direction de Gildwiller-Diefmatten reconnue comme un espace naturel sensible du département ;
- les espaces riverains de la Doller (rivière reconnue de première catégorie) abritent des habitats naturels de type prairies humides, quelques restes de sites de roselières ainsi que des chênaies-charmaies alluviales ;
- les prés-vergers autour du village ;
- l’étang de pêche du Hagendorn et le plan d’eau à l’entrée nord du village.

### Hydrographie

#### Réseau hydrographique
La commune est dans le bassin versant du Rhin au sein du bassin Rhin-Meuse. Elle est drainée par la Doller, le Krebsbach, le Steinbaechel et le ruisseau Gross Runzgraben,,.
La Doller, d'une longueur de 46 km, prend sa source dans la commune de Dolleren et se jette  dans l'Ill à Mulhouse, après avoir traversé 17 communes. Les caractéristiques hydrologiques de la Doller sont données par la station hydrologique située sur la commune de Burnhaupt-le-Haut. Le débit moyen mensuel est de 4,19 m3/s. Le débit moyen journalier maximum est de 93,5 m3/s, atteint lors de la crue du 9 février 1970. Le débit instantané maximal est quant à lui de 134 m3/s, atteint le 5 janvier 2018.

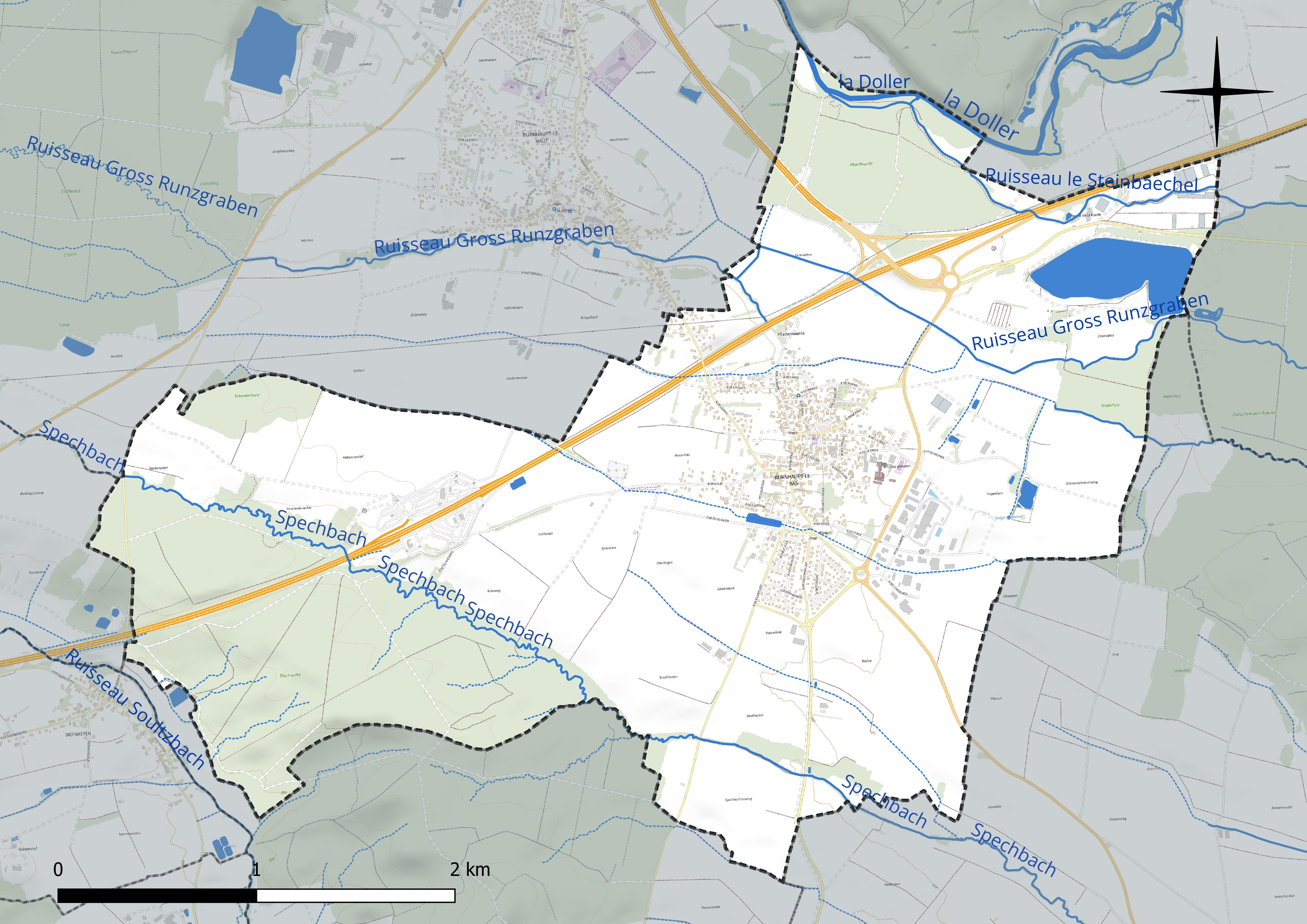
Réseau hydrographique de Burnhaupt-le-Bas.

Le Krebsbach, d'une longueur de 15 km, prend sa source dans la commune de Soppe-le-Bas et se jette  dans la Largue à Heidwiller, après avoir traversé sept communes. 
Le Steinbaechel, d'une longueur de 14 km, prend sa source dans la commune  et se jette  dans la Doller à Pfastatt, après avoir traversé sept communes. 

#### Gestion et qualité des eaux
Le territoire communal est couvert par le schéma d'aménagement et de gestion des eaux (SAGE) « Doller ». Ce document de planification concerne le bassin versant de la Doller dont le territoire s’étend sur 280 km2. Il a été approuvé le 15 janvier 2020. La structure porteuse de l'élaboration et de la mise en œuvre est le syndicat mixte « Rivières de Haute-Alsace ». 
La qualité des cours d’eau peut être consultée sur un site dédié géré par les agences de l’eau et l’Agence française pour la biodiversité. 

### Climat
Pour des articles plus généraux, voir Climat du Grand Est et Climat du Haut-Rhin.
En 2010, le climat de la commune est de type climat des marges montargnardes, selon une étude du Centre national de la recherche scientifique s'appuyant sur une série de données couvrant la période 1971-2000. En 2020, Météo-France publie une typologie des climats de la France métropolitaine dans laquelle la commune est exposée à un climat semi-continental et est dans la région climatique  Vosges, caractérisée par une pluviométrie très élevée (1 500 à 2 000 mm/an) en toutes saisons et un hiver rude (moins de 1 °C). 
Pour la période 1971-2000, la température annuelle moyenne est de 10 °C, avec une amplitude thermique annuelle de 17,5 °C. Le cumul annuel moyen de précipitations est de 793 mm, avec 9,2 jours de précipitations en janvier et 9,6 jours en juillet. Pour la période 1991-2020, la température moyenne annuelle observée sur la station météorologique de Météo-France la plus proche, « Carspach », sur la commune de Carspach à 12 km à vol d'oiseau, est de 11,0 °C et le cumul annuel moyen de précipitations est de 827,7 mm. 
La température maximale relevée sur cette station est de 38,1 °C, atteinte le 4 août 2022 ; la température minimale est de −17,7 °C, atteinte le 5 février 2012,,. 
Les paramètres climatiques de la commune ont été estimés pour le milieu du siècle (2041-2070) selon différents scénarios d'émission de gaz à effet de serre à partir des nouvelles projections climatiques de référence DRIAS-2020. Ils sont consultables sur un site dédié publié par Météo-France en novembre 2022.

## Urbanisme

### Typologie
Au 1er janvier 2024, Burnhaupt-le-Bas est catégorisée bourg rural, selon la nouvelle grille communale de densité à sept niveaux définie par l'Insee en 2022.
Elle appartient à l'unité urbaine de Burnhaupt-le-Haut, une agglomération intra-départementale regroupant deux  communes, dont elle est ville-centre,,. Par ailleurs la commune fait partie de l'aire d'attraction de Mulhouse, dont elle est une commune de la couronne,. Cette aire, qui regroupe 132 communes, est catégorisée dans les aires de 200 000 à moins de 700 000 habitants,.

## Toponymie
En allemand : Nieder-Burnhaupt.
En Elsassich/Alsacien Nider-Burnhauipt

## Histoire
Des vestiges du Néolithique et de l'époque témoignent d'un passé lointain du banc du village. Burnhaupt-le-Bas ne faisait qu'une seule agglomération.
Elle a été séparée en deux villages. Le village apparaît sous l'appellation de Brunnhobetum en 823, Brunnehoupten en 1271 et Nidern Burnhohbten dès l'année 1394. Il  fait alors partie de la seigneurie de Thann et de la prévôté de Burnhaupt qui en 1671 comprend deux mairies avec les deux Burnhaupt et Gildwiller.
En 1474, Burnhaupt-le-Bas et une trentaine d'autres villages alentour (Gildwiller, Schweighouse-Thann...) furent victimes des mercenaires, lors de l'invasion de Charles le Téméraire Duc de Bourgogne. Les femmes et les enfants sont enlevés avec plus de 200 bovins. Les mercenaires égorgèrent le prévôt légitime, Henri de Ziellemp, à l'Abbaye de l'Oelenberg, puis pillèrent celle-ci.
Ce village a été ravagé par trois incendies : le premier incendie du  8 septembre 1845 a détruit 13 maisons d'habitation ; le second le 3 juillet 1850 en a dévoré 20 et lors du troisième le 31 août 1850, 87 maisons ont été la proie des flammes.
Selon Jacques Baquol, avant le dernier incendie, il y avait encore une ruelle appelée Freyhof (aujourd'hui « Impasse du Freihof »), qui passait pour avoir été un lieu d'asile. De cette ruelle on pouvait voir une tour carrée, qui existait déjà avant la guerre de Trente Ans, et qui fut l'unique vestige du village.
Avant les derniers incendies (1850), le village comptait 1 116 habitants. En 1865, le village ne comptait plus que 943 habitants.
Lors d'une séance de la commission directoriale se déroulant le 8 octobre 1850, on prend connaissance d'une lettre de M. le préfet du Haut Rhin, qui prie la « Commission directoriale » d'intervenir auprès des pasteurs du département, pour faire une collecte au profit des incendiés de Burnhaupt-le-Bas. Cette lettre sera transmise à M. l'inspecteur Heyler, avec « prière d'en donner connaissance aux quatre Consistoires du Haut Rhin et de les engager à remplir les intentions du préfet ».
Burnhaupt-le-Bas fut le siège d'une perception des contributions directes et possédait un atelier de tissage de coton, ainsi que deux moulins à blé. La foire aux râteaux se déroulait le lundi de Pentecôte ainsi que les troisièmes lundis du mois de mars, octobre et novembre.

### Première et Seconde Guerres mondiales
Pendant la Première Guerre mondiale, le village est complètement ruiné. Il sera à nouveau endommagé, mais à un moindre degré durant la Deuxième Guerre mondiale.
La commune a été décorée de la croix de guerre 1914-1918.
Le 20 janvier 1945, les soldats du 2e B.C.P. stationnés à Burhnaupt-le-Bas, montèrent à l'assaut du couvent de l'Oelenberg. 21 d’entre eux y périrent, ils reposent aujourd’hui dans le cimetière communal. De nombreux Louhannais avaient rejoint la première armée et en leur mémoire, la place de l'Église a été baptisée « Place du 2e B.C.P. ».

### Son marché aux râteaux
Burnhaupt-le-Bas est connue pour son marché aux râteaux (Rachamarkt), du lundi de Pentecôte.

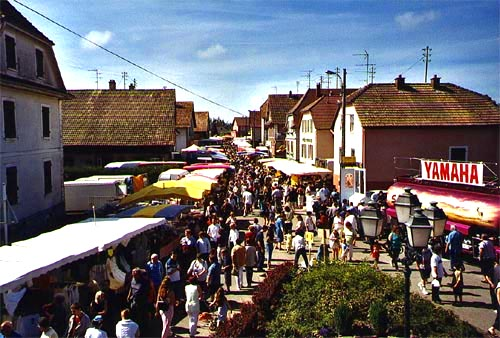
Foire aux Râteaux (Rachamarkt).

Selon une légende allemande, saint Wendelin, fils du roi d'Écosse, quitta ses richesses et ses terres avec un bâton de pèlerin. Il vécut en Allemagne vers l’an 600, très pauvrement, en gardien des troupeaux et se retira en ermite. C'est pourquoi il devint le saint-patron des bergers et des paysans.
Fortement vénéré depuis le XVe siècle en Alsace, le plus important lieu de culte qui lui a été dédié dans la région se trouve à Burnhaupt-le-Bas. C'est la chapelle située à la sortie du village en direction de Bernwiller qui a été reconstruite à plusieurs reprises à la suite d'importants dommages de guerre.
Chaque année, le 20 octobre, jour de la Saint-Wendelin, la foule de pèlerins s'y rassemblait. Paysans, bergers et artisans apportaient leurs offrandes pour la bonne saison écoulée (objets de culte et divers produits de la ferme). Tout cela était vendu aux pèlerins au profit de la chapelle.

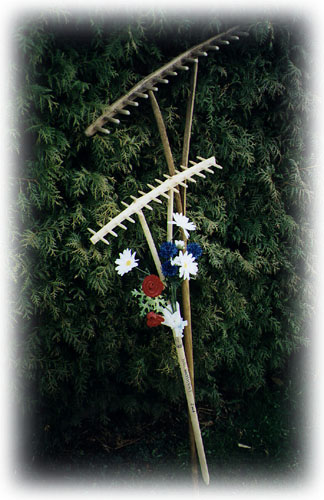
Râteaux de Burnhaupt-le-Bas.

Ainsi le culte de saint Wendelin fut à l'origine d'une foire, qui en fit renommée.
Existant depuis des siècles, elle fut interdite lors de la Révolution française de 1789 en raison de son caractère civil et religieux à la fois, et à nouveau autorisée officiellement en 1821 sous Louis XVIII.
Comme le profane (danse, autres réjouissances et foire) se mêlait de plus en plus au sacré au cours de ces fêtes patronales, l'Église autorisa bientôt l'institution d'une fête civile à une autre date, fixée par délibération du conseil municipal.
Les édiles de Burnhaupt-le-Bas fixèrent alors la « Kilbe » (fête foraine), ainsi que le transfert de la foire de la Saint-Wendelin au lundi de Pentecôte.
Comme les « Rachemacher » (les fabricants de râteaux) de Burnhaupt étaient réputés pour leurs râteaux à faner légers, commodes, solides et plus modernes, qu'ils proposaient à la vente avant le début de la fenaison, cette foire reçut le nom de « Rachamarkt », foire aux râteaux vers 1855.
Le choix de cette date est également dû au fait que depuis 1672, le lundi de Pentecôte était aussi la fête des gardiens de troupeaux.
Le matin, un cortège de quête de « Pfingstpflitter » (frileux de Pentecôte) défilait dans le village. Ce personnage symbolique était légèrement habillé et décoré de verdure, portait un chapeau de joncs et représentait l'hiver finissant, ainsi que l'état de verdure des prés permettant l’ouverture des pâturages de printemps. L’après-midi, une course de chevaux se déroulait sur les « Blingen » (prés situés entre l'actuelle salle des Fêtes et la rue du Blingen), suivie de la danse de Pentecôte.
Jusqu’à la fin de la Seconde Guerre mondiale, la « Kilbe » avait la primauté.
Plus tard, la foire ou « Rachamarkt » prit la prépondérance et grandit d’année en année.
Burnhaupt-le-Bas, issu de la division de Burnhaupt en deux agglomérations, apparaît en 1441 sous la dénomination de « Inferior Burnhoupten ». Le village appartient en ce temps aux Habsbourg, jusqu'à la paix de Westphalie, puis, de 1658 à la Révolution française aux ducs de Mazarin.
La commune est titulaire de la croix de guerre 1914-1918.

## Politique et administration

### Découpage territorial
La commune de Burnhaupt-le-Bas est membre de la communauté de communes de la Vallée de la Doller et du Soultzbach, un établissement public de coopération intercommunale (EPCI) à fiscalité propre créé le 17 décembre 2001 dont le siège est à Masevaux-Niederbruck. Ce dernier est par ailleurs membre d'autres groupements intercommunaux.
Sur le plan administratif, elle est rattachée à l'arrondissement de Thann-Guebwiller, à la circonscription administrative de l'État du Haut-Rhin, en tant que circonscription administrative de l'État, et à la région Grand Est. 
Sur le plan électoral, elle dépendait jusqu'en 2020 du  canton de Masevaux-Niederbruck pour l'élection des conseillers départementaux au sein du conseil départemental du Haut-Rhin. Depuis le 1er janvier 2021, elle dépend du même canton pour l'élection des conseillers d'Alsace au sein de la collectivité européenne d'Alsace.

### Chronologie des maires

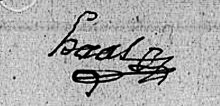
Signature du maire, Hass Jean[33] ; 1835 - 1843 Burnhaupt le Bas.
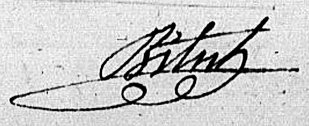
Signature du maire, Apollinaire Bitsch[33] ; 1832 - 1835 Burnhaupt le Bas.
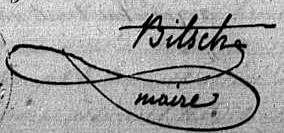
Signature du maire, Augustin Bitsch[33] ; 1843 - 1860 Burnhaupt le Bas.

### Administration de 1789 à 1920
| Souveraineté   | 1789, Royaume de France 1790. Haut-Rhin                                                                           |
| Département    | 1793, Haut Rhin 1801, Haut-Rhin 1871 - 1919, Haut-Rhin (Allemagne) Hochrhein en allemand 1919, Haut-Rhin (France) |
| District       | 1793, Belfort |
| Arrondissement | 1801, Belfort 1871, Kreis Thann 1919, Thann 2015, Thann-Guebwiller                                                |
| Canton         | 1793, Seyrenay 1801, Cernay                                                                                       |
| Municipalité   | 1793, Burnhaut Bas 1801, Burnhaupt Bas 1920, Burnhaupt-le-Bas                                                     |

## Population et société

### Démographie
L'évolution du nombre d'habitants est connue à travers les recensements de la population effectués dans la commune depuis 1793. Pour les communes de moins de 10 000 habitants, une enquête de recensement portant sur toute la population est réalisée tous les cinq ans, les populations de référence des années intermédiaires étant quant à elles estimées par interpolation ou extrapolation. Pour la commune, le premier recensement exhaustif entrant dans le cadre du nouveau dispositif a été réalisé en 2004.

En 2022, la commune comptait 1 981 habitants, en évolution de +6,91 % par rapport à 2016 (Haut-Rhin : +0,66 %, France hors Mayotte : +2,11 %).
| 1793 | 1800  | 1806  | 1821  | 1831  | 1836  | 1841  | 1846  | 1851  |
| ---- | ----- | ----- | ----- | ----- | ----- | ----- | ----- | ----- |
| 891  | 1 086 | 1 033 | 1 031 | 1 158 | 1 097 | 1 110 | 1 116 | 1 059 |

| 1856 | 1861 | 1866 | 1871 | 1875 | 1880 | 1885 | 1890 | 1895 |
| ---- | ---- | ---- | ---- | ---- | ---- | ---- | ---- | ---- |
| 946  | 943  | 923  | 936  | 912  | 850  | 838  | 838  | 773  |

| 1900 | 1905 | 1910 | 1921 | 1926 | 1931 | 1936 | 1946 | 1954 |
| ---- | ---- | ---- | ---- | ---- | ---- | ---- | ---- | ---- |
| 778  | 782  | 790  | 695  | 665  | 724  | 737  | 737  | 754  |

| 1962 | 1968 | 1975 | 1982 | 1990  | 1999  | 2004  | 2006  | 2009  |
| ---- | ---- | ---- | ---- | ----- | ----- | ----- | ----- | ----- |
| 797  | 778  | 870  | 894  | 1 018 | 1 187 | 1 277 | 1 411 | 1 708 |

| 2014  | 2019  | 2022  | - | - | - | - | - | - |
| ----- | ----- | ----- | - | - | - | - | - | - |
| 1 830 | 1 921 | 1 981 | - | - | - | - | - | - |

## Culture locale et patrimoine

### Lieux et monuments

#### Les moulins à Burnhaupt-le-Bas
La PFLATTERMUHLE
Situé au bas de la rue de la Mairie, tout près de l'autoroute A36, ce moulin existait déjà avant la guerre de Trente Ans. Les meuniers dénommés Neef, Sender, Sauter, Senter et enfin Sother se sont succédé et, fait exceptionnel, depuis 1698, le moulin est la propriété de la même famille.
En 1853, le moulin était fait de deux roues motrices à axe horizontal qui, avec un débit de 200 litres par seconde et une chute de 6 mètres, produisait une force moyenne de 16 CV. Outre de la farine, le moulin produisait de l’alimentation pour le bétail. Il avait des problèmes d'alimentation en eau pour faire fonctionner la turbine, si bien que le meunier fit installer un moteur diesel de fabrication Suisse.
Le moulin fut détruit par fait de guerre en 1914-1918. Reconstruit et équipé, il fut endommagé par un incendie en 1925. Il fonctionna jusqu’en 1930. Jadis alimenté en eau par le Kleebach, devenant le Steinbach, le canal d’amenée d’eau encore intact est aujourd’hui à sec du fait de la construction de l'autoroute. Le moulin est habité par Mme Sother, fille du dernier meunier.
La HARTHACKERMUHLE ou HARTHMUHLE

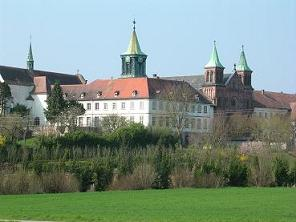
Couvent-Abbaye de l'Oelenberg.

Située sur la route de Heimsbrunn, cette très ancienne propriété d'avant 1360 avait été cédée au couvent de l'Oelenberg par l'abbaye de Masevaux. Ayant fait l'objet de nombreux conflits et étant passé aux mains de nombreux meuniers, le moulin de la Harthackermühle fut détruit par le feu en 1634 pendant la guerre de Trente Ans. L'ensemble fut rapidement reconstruit.
En 1750, on parle d’un moulin à farine, d’une huilerie et d’un foulon appartenant aux moines jésuites de l'Oelenberg. Il est situé sur un canal tiré de la rive droite de la Doller à l’entrée du ban communal, appelé Steinbaechlein. Après la Révolution, il y eut une succession de propriétaires, parmi lesquels François-Joseph Kuenemann, percepteur des contributions directes à Burnhaupt-le-Bas.
Revenu aux mains de l'abbaye de l'Oelenberg en 1852, une chapelle fut installée dans la maison d’habitation. Vers 1853-1855, une statistique y fait mention de trois roues motrices et d’un débit du Steinbaechlein de 800 litres par seconde qui, avec une chute de 8 mètres, développe une puissance moyenne de 38,40 CV. Vers 1900, on ajouta une machine à vapeur d’une puissance de 35 CV et une turbine qui remplaça les roues motrices.
Pendant la Première Guerre mondiale, les installations du moulin furent détruites et remplacées en 1925 par une centrale électrique destinée à laalimentation du couvent et des bâtiments de l'exploitation agricole.
Cette installation était à l'époque largement excédentaire pour les besoins du couvent, ce qui amena le père supérieur à proposer aux deux Burnhaupt de leur fournir du courant électrique. Après délibérations, les deux conseils municipaux créèrent un syndicat intercommunal d’électricité ayant pour vocation d’aménager un réseau de distribution dans les deux communes, d’en assurer l’entretien, d’acheter le courant électrique au couvent de l'Oelenberg et de le revendre aux abonnés. C’est ainsi que les deux villages accédèrent enfin en 1925 à l’ère de l’électricité et à son confort.
Le 19 juin et le 17 octobre 1928, un contrat fut signé avec les instances dirigeantes du couvent de l'Oelenberg réglementant la fourniture du courant électrique aux deux communes par la centrale de la Hardtmühle. Ce contrat fut soi-disant signé pour 99 années.
Après la Seconde Guerre mondiale, les deux Burnhaupt achetaient toujours le courant électrique à l'Association Oelenberg, la petite centrale électrique du moulin de la Hardt parvenant tant bien que mal à répondre à la demande en progression constante. Les installations fonctionnaient depuis vingt ans et accusaient leur âge. Les moteurs diesel tombaient souvent en panne. En hiver, aux heures de pointe, entre 17 et 20 heures, la tension chutait et les ampoules d’éclairage avaient souvent l’intensité d’une bougie. Il ne fallait pas songer à faire fonctionner une cuisinière électrique ou un appareil gros consommateur électrique. D’ailleurs, le réseau basse tension qui avait été remis en état d’une manière assez provisoire n’aurait pas permis de telles surcharges de consommation. Cette question d’électrification posait donc un vrai problème à la municipalité. De son côté, le couvent à Reiningue connaissait les mêmes difficultés, puisque dépendant de la même centrale.
Or en décembre 1948, les maires des deux communes reçurent chacun une lettre du père Pierre Wacker, président de l'Association Oelenberg, leur annonçant la résiliation du contrat signé avec la régie intercommunale. Le conseil municipal ne s’en émut pas outre mesure puisque le contrat avait été signé soi-disant pour 99 années.

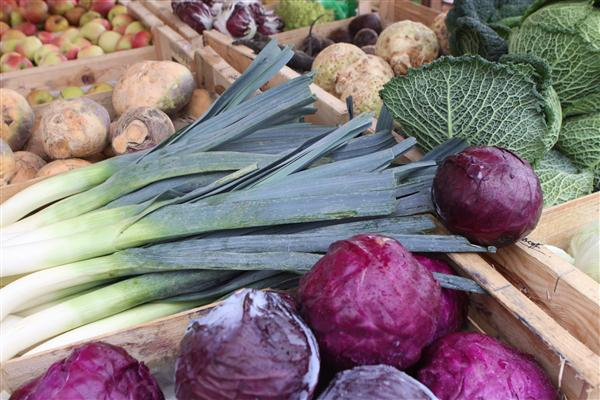
Légumes de saison.

Dans les années 1960, le moulin fut racheté avec les prés contigus par la maison Leva-Wallach, marchands de bestiaux, qui y transféra son commerce se trouvant à l’étroit rue des Juifs à Dornach. Il y eut d’abord Leva frères, puis à la mort d’Alfred au volant de sa voiture, son frère Max géra seul la société. Omniprésent dans le Sundgau, pilier des foires d’Altkirch ou de Habsheim, ils étaient connus de tous.
Le fils de Max, Robert Leva vendit la propriété à la SAFER qui la cède à M. Schittly de Bernwiller qui a réhabilité tous les bâtiments.
On y trouve entre autres l'atelier de peinture de Monsieur Robert Zieba, mais aussi La Cueillette du Paradisvogel, une exploitation agricole comprenant un élevage de vache laitières, dont une partie de la production est transformée sur place en crème, beurre et yaourts. Un grand potager de cueillette en libre service proposant toute la gamme des fruits et légumes de saisons, comme les asperges, les fraises, les tomates, les pommes, la salade verte, du concombre, des courgettes, sans oublier les fleurs... L'agriculture pratiquée est respectueuse de l'environnement. À proximité de la cueillette, la ferme propose fruits et légumes cueillis, produits fermier et du terroir.

#### ÉgliseSaint-PierreetSaint-Paul

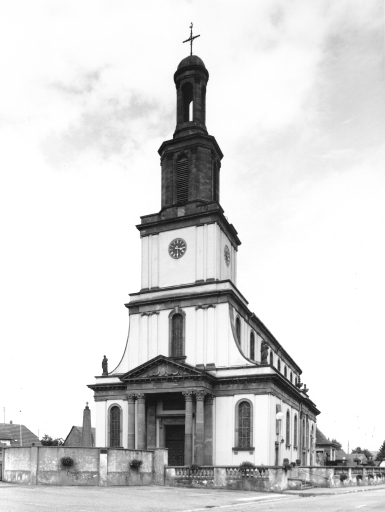
Église actuelle.

Le titre impérial de Louis-le-Débonnaire daté du 11 juillet 828,, raffermit les droits absolus de l'abbaye de Masevaux face à ces avoués, les limites de son territoire et son pouvoir de juridiction dans les villes et villages, notamment : Burnhaupt... L'abbaye conserve ainsi ses droits de dîmes et de patronage après à la « séparation » des deux Burnhaupt.
Édifiée pour la première fois vers la fin du XIVe siècle, l'église de Burnhaupt-le-Bas, fut détruite en 1468 par les Suisses, pendant la « Guerre des Six deniers » appelée en allemand : Sechs Plappertkrieg. Reconstruite dès 1469, elle est replacée sous le patronage de l'abbaye de Masevaux.
En 1768, le vicaire Thiébaut Holweger obtient pour son église les reliques des saints Pierre et Paul, et en 1770, un morceau de la croix du Christ.
Les textes rapportent qu’en 1840, l’édifice fut rénové et agrandi. On y vient des quatre coins de la région, afin d'honorer les glorieuses reliques des Saints Pierre et Paul, ainsi que le fragment de la croix du Christ.
Le 17 avril 1862, les membres du conseil municipal et le Sieur Joseph Stiehr, organise la construction d'un nouvel orgue pour la paroisse, en fixant le prix à 13 800 Francs (Franc germinal).
En 1866, l'église paroissiale, sous l'invocation de St-Pierre et St-Paul, apôtres, possédait deux autels latéraux, l'un dédié à la Sainte Vierge, au pied de la croix, et l'autre également à la Ste-Vierge, avec une confrérie du St-Rosaire, auquel était annexée une chapellenie fondée.
En 1877, le feu endommage la toiture de l'église. La Première Guerre mondiale et ses bombardements auront une fois de plus raison du sanctuaire. L'église est entièrement détruite (voir photos ci-dessous).
La première pierre est posée le 13 décembre 1925 pour sa reconstruction dans les formes actuelles. Les travaux s’achèvent en 1928, le 21 juillet de la même année, les cinq nouvelles cloches sont baptisées. Elles ont été fondues par les établissements Caussard de Colmar et pèsent au total 4 888 kg.
Une seule restauration intérieure a eu lieu depuis sa construction.
Elle fut endommagée le 14 juillet 1967 par la foudre qui ouvrit le toit comme un couvercle que l’on soulève.
Le 10 novembre 1970, le vent arracha la lourde croix du faîte du clocher qui s’abattit dans la rue après avoir sérieusement endommagé la toiture.

Église Saints-Pierre-et-Paul
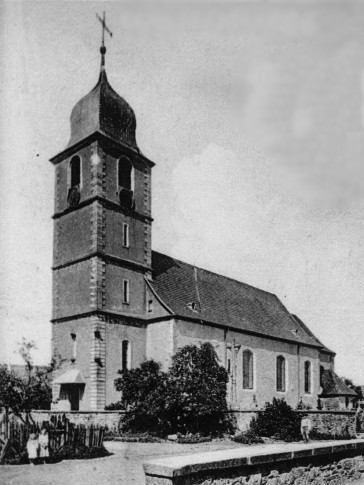
Église en 1914.
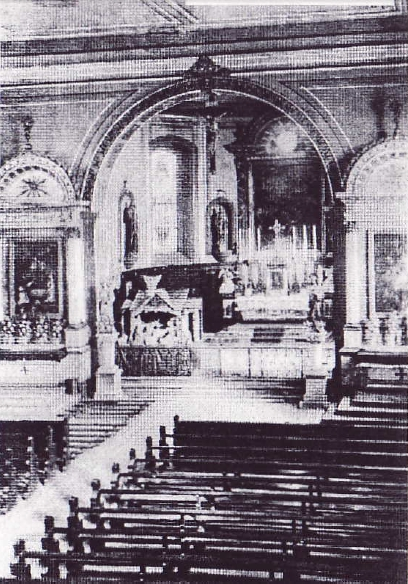
Intérieur de l'église avant la Grande Guerre. Rénovation de 1840.
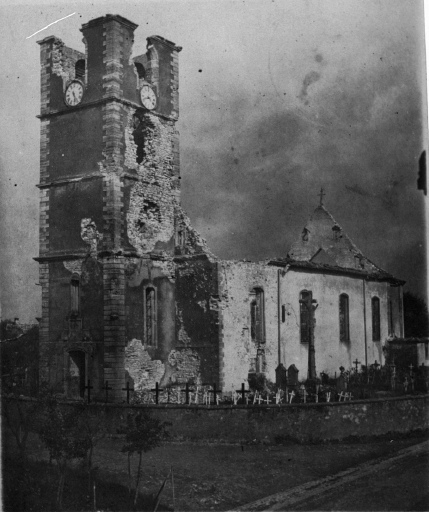
Vue sud-ouest de l'ancienne église détruite durant la Première Guerre mondiale.
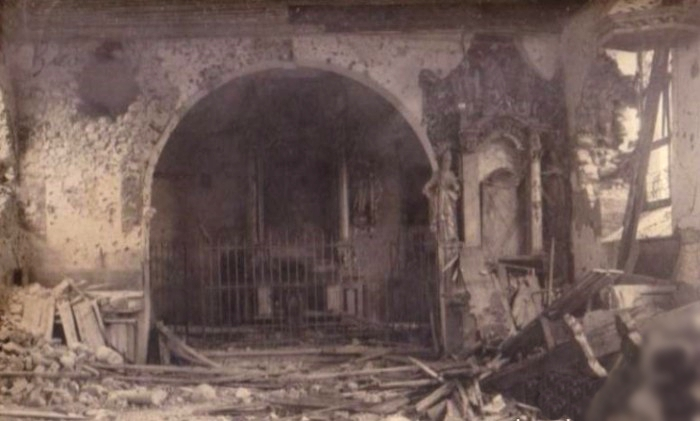
Intérieur de l'église après la Grande Guerre. 1919.
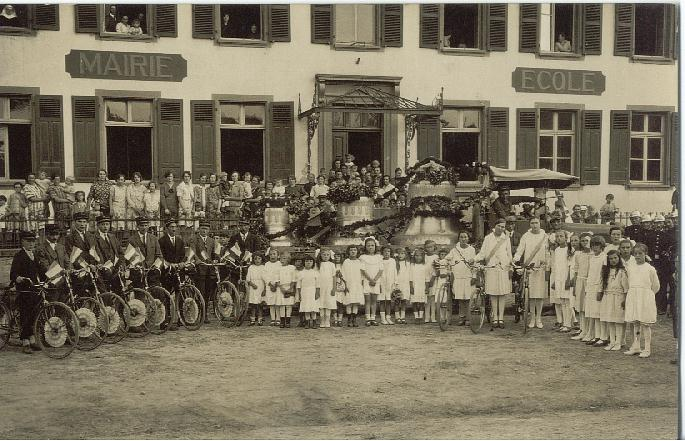
Inauguration des cloches vélo club 1928.
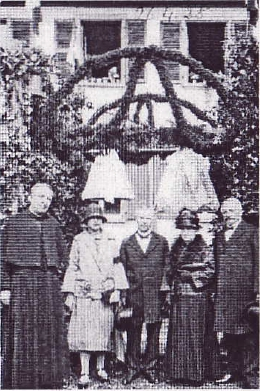
Baptême des cinq cloches. 21 juillet 1928.
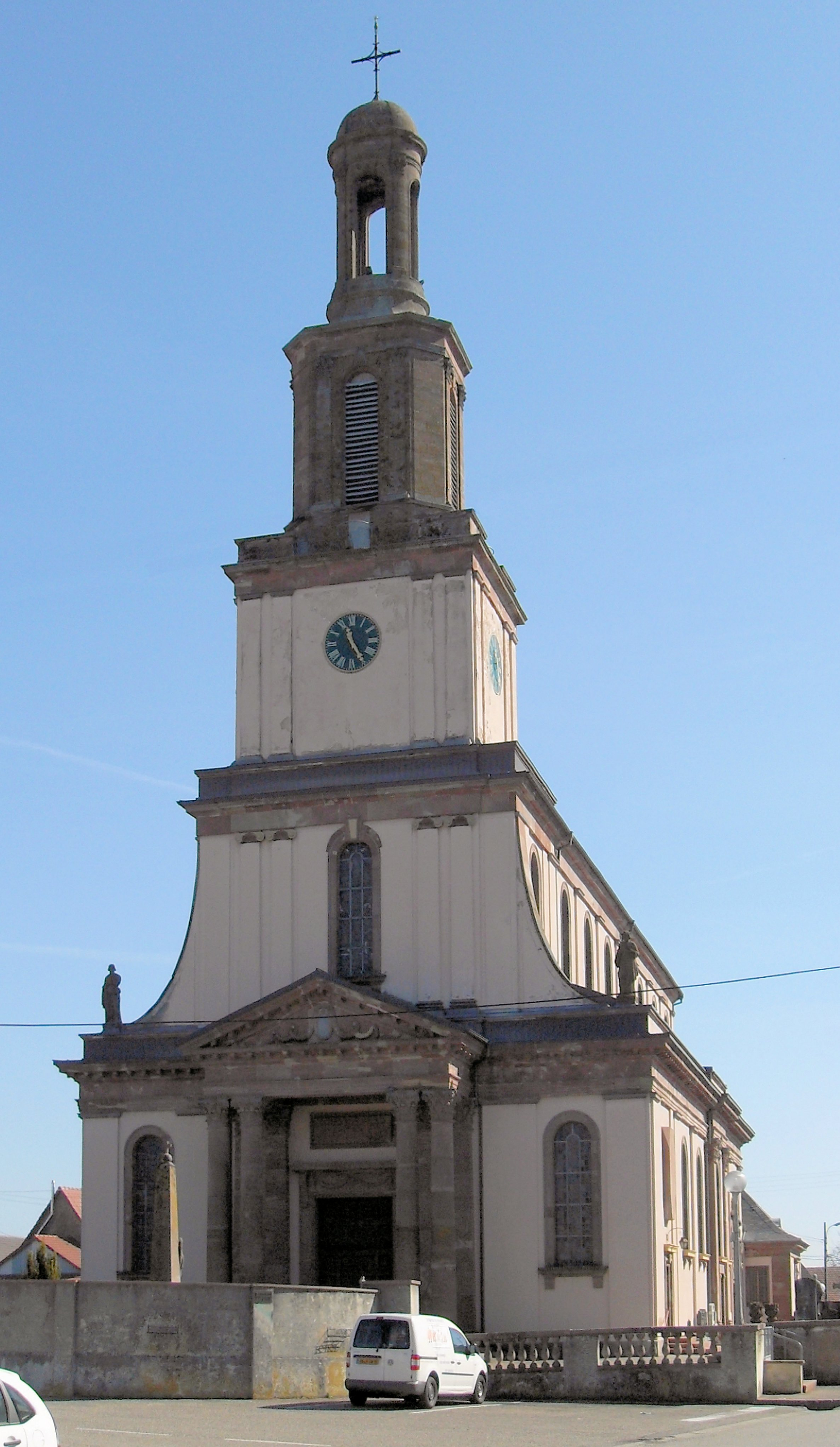
Vue globale de l'église de nos jours.
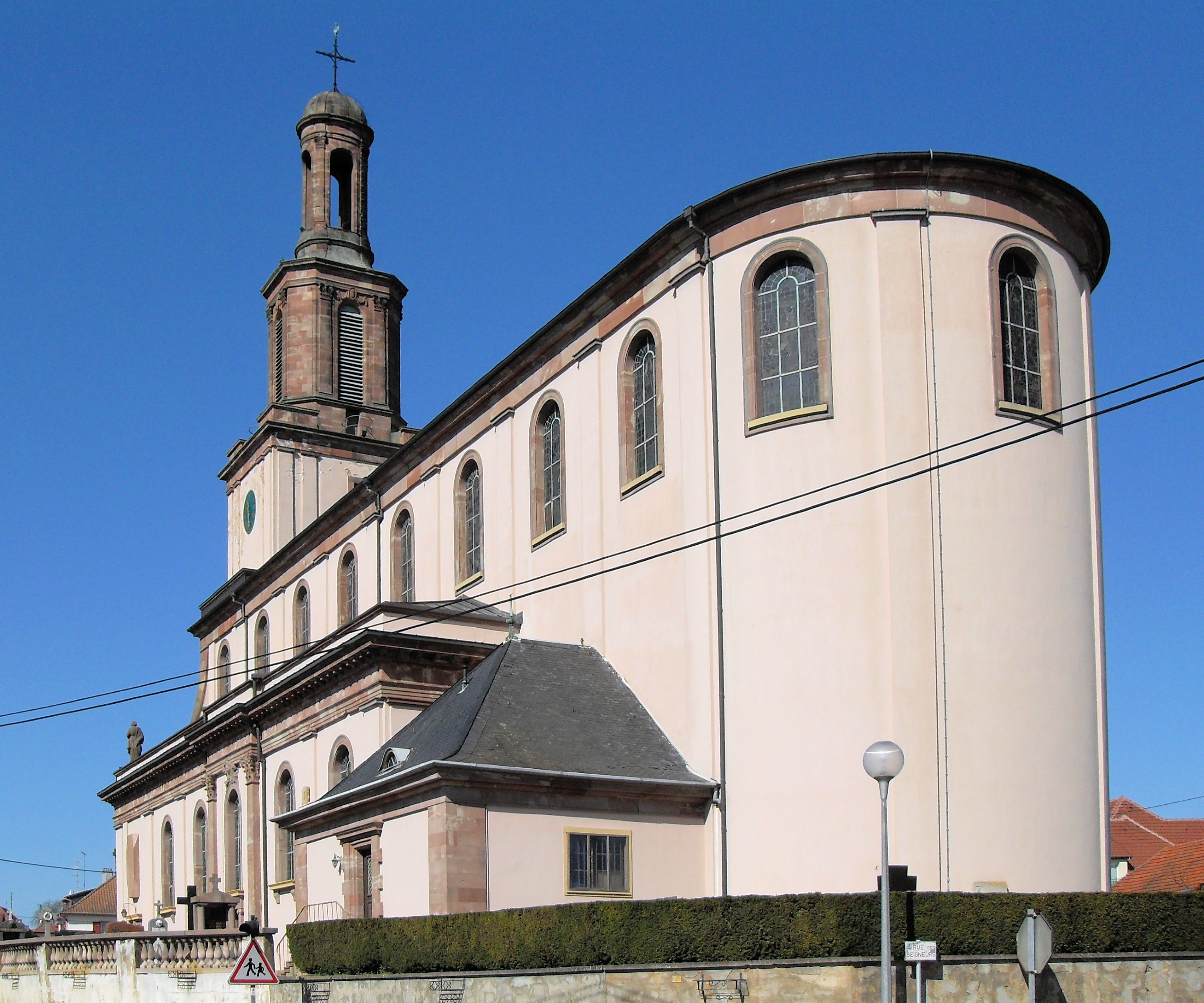
Vue côté sud-est.

#### Chapelle Saint-Wendelin

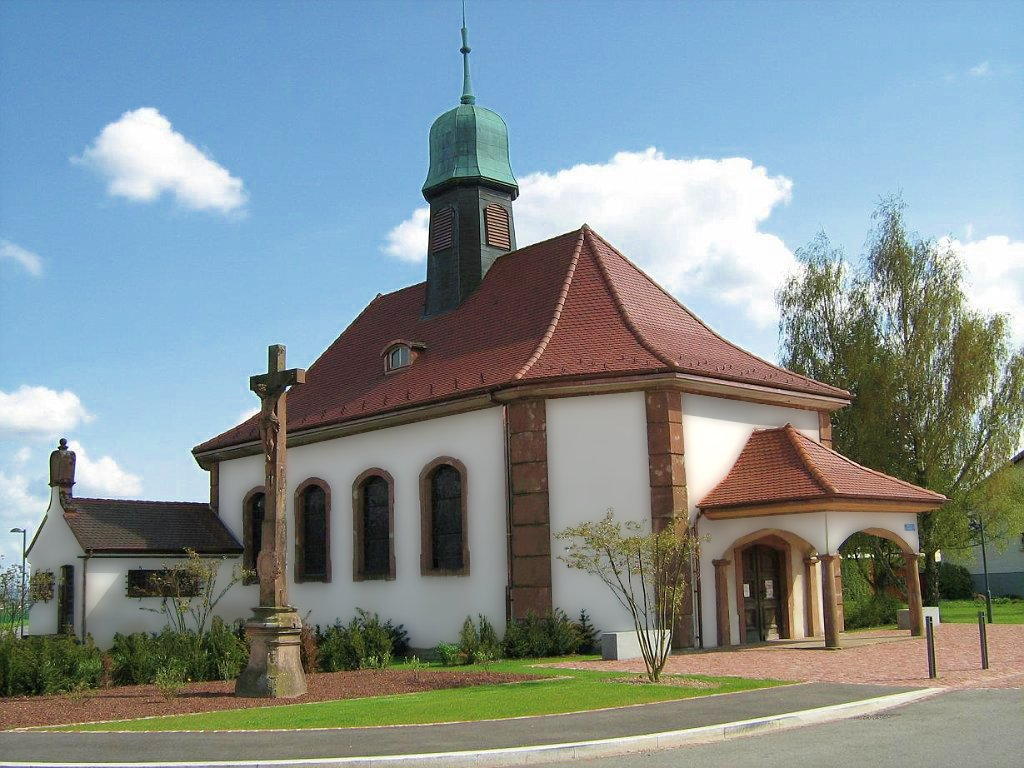
Chapelle Saint-Wendelin de nos jours. Elle a été rénovée en 2009.

Située à la sortie du village en direction d'Altkirch et citée depuis le début du XVe siècle, elle était jadis un lieu de pèlerinage réputé dans tout le sud de l’Alsace. Dès le XVIe siècle on y parle d’une confrérie de Saint Wendelin (St patron des bergers et des vétérinaires).
En 1660, la chapelle contenait trois autels, deux dédiés à saint Wendelin et un à la Vierge. Le 1er octobre 1687, Gaspart Schnorff, suffragant de Bâle consacra la chapelle et ses trois autels.
Le 18 octobre 1772, l’ermite Ignace Hoog d’Obernai, qui habitait près de la chapelle, fit transférer les reliques de Saint Théodore, qu’il a rapporté de Rome, invoqué contre les maux de dents, de l’église vers la chapelle, où elles furent déposées sous la table de l'autel.
Cet ermitage exista jusqu’en 1914, ; le « Kappele-sepp » y habitait avec sa sœur, et l’ermitage était entouré d’un beau jardin dont les roses était admirées par les visiteurs de la chapelle.

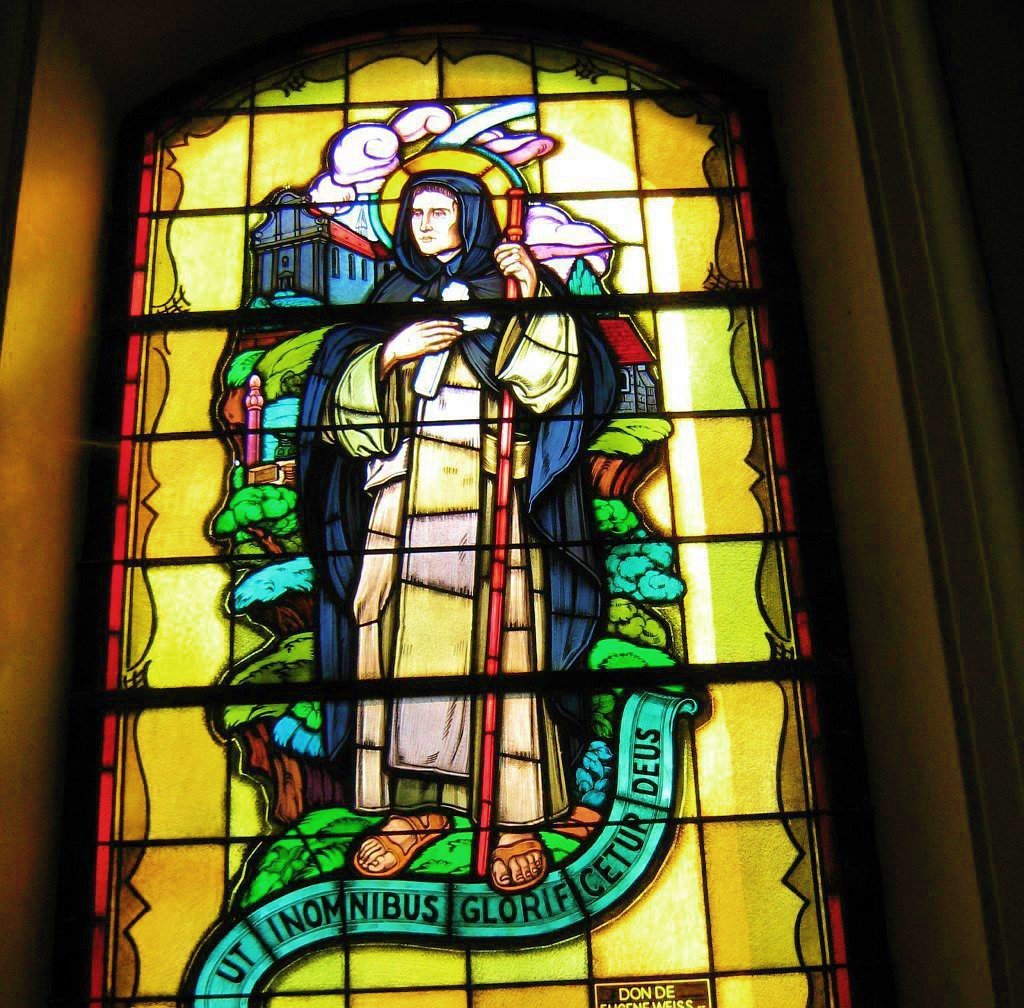
Détail d'un des vitraux de la chapelle Saint-Wendelin.

En 1788, la chapelle renfermait les autels de la Vierge, de saint Wendelin et de saint Théodore. Avant 1789, un chapelain desservait la chapelle ; parmi eux en 1720, Louis Cosmann de Chavannes. Il touchait 400 livres par an. L'abbaye de Masevaux avait les droits de collation sur la chapelle. En 1821, les recettes du lundi de Pentecôte se montaient à plus de 300 francs.
On donnait également du beurre, des pigeons, du jambon, des pourceaux, de l'huile, des cierges à la chapelle. Ces offrandes étaient ensuite vendues. Cela permettait de la restaurer très souvent. L’affluence des pèlerins était très grande le 20 octobre, jour de la Saint-Wendelin et le lundi de Pentecôte.
Le calvaire à proximité de l'édifice a survécu aux deux guerres. De style baroque, il a été érigé en 1783.
Moins de chance pour la chapelle qui a été détruite pendant la Première Guerre mondiale, ainsi que les trois splendides autels baroques. Des fragments de statues du Mont des Oliviers, se trouvant jadis près de la chapelle, ont été transférés à la chapelle de la Pieta à l'église Saints-Pierre-et-Paul. Aujourd'hui, la chapelle voit célébrer plusieurs messes dominicales au cours de l'année, l’absence d’un système de chauffage empêche toute célébration à la mauvaise saison.
Cette chapelle a été entièrement restaurée en 2009 et rouverte au public en 2010.

Vues intérieures et extérieures de la chapelle
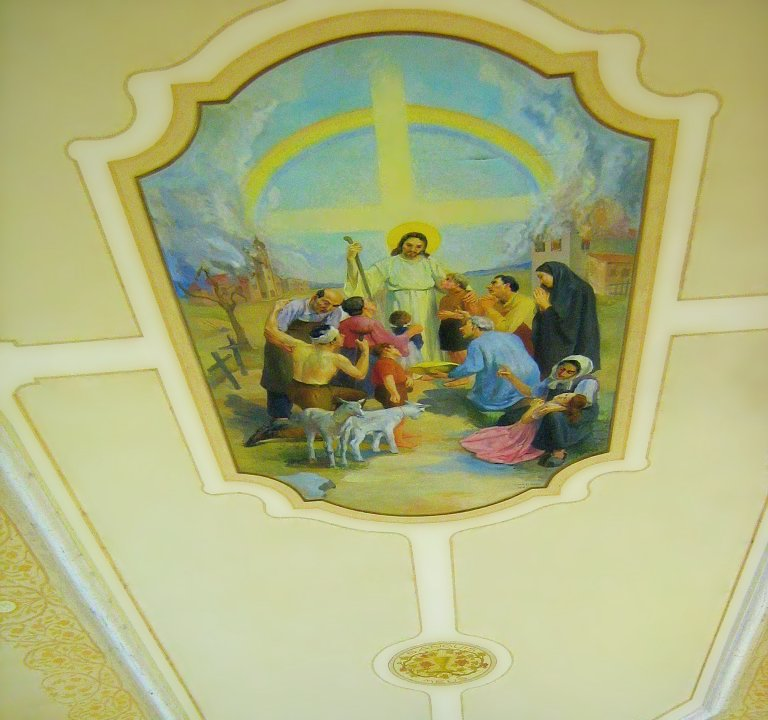
Détail de la peinture au plafond, datée de 1949[44], de la chapelle en 2009.
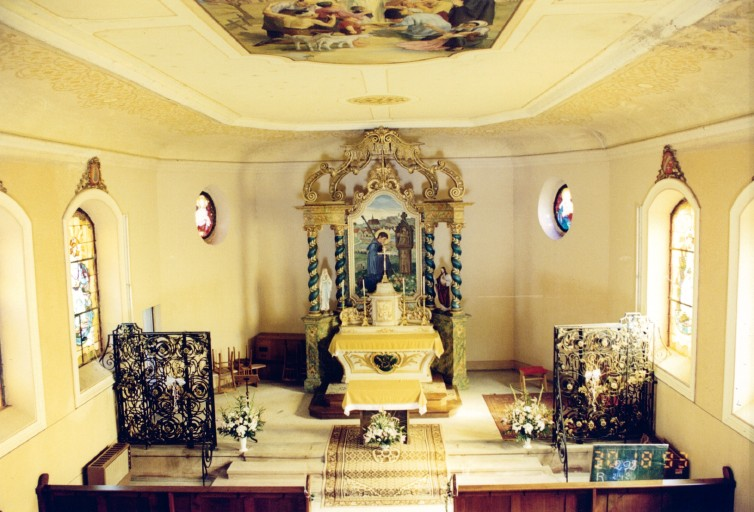
Chapelle de pèlerinage Saint Wendelin Vue du chœur depuis la nef (1993).
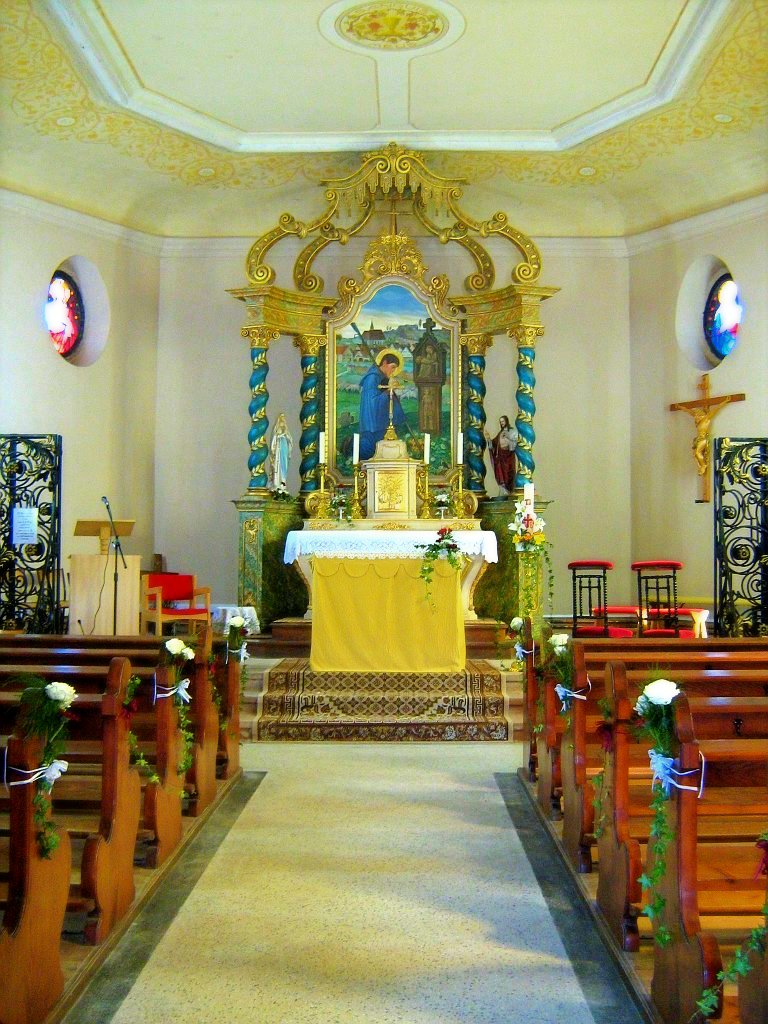
Vue du chœur (restauré) depuis la nef (2010).
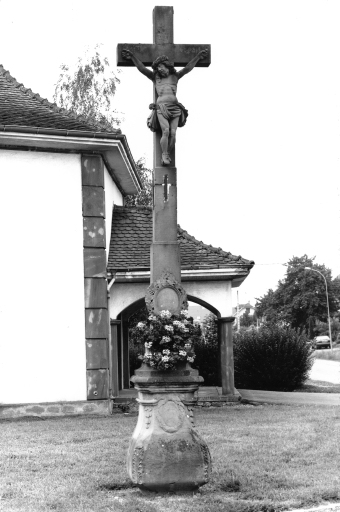
Croix de chemin datant de 1783[44].
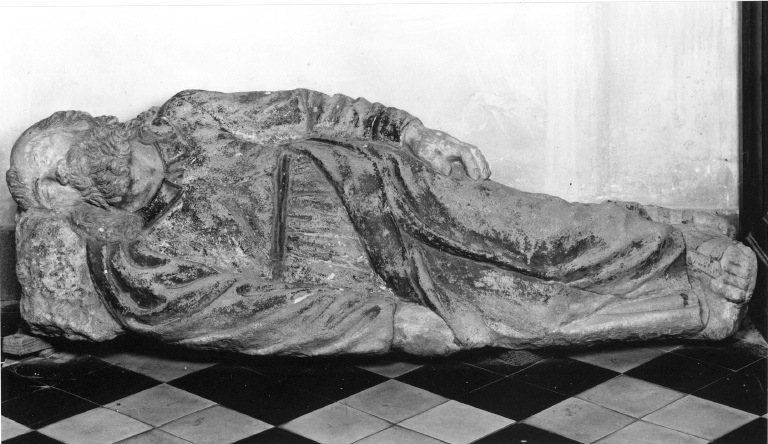
Statue d'un mont des oliviers, Saint Pierre, début XVIIe siècle[44].

#### Le Sentier des Bunkers

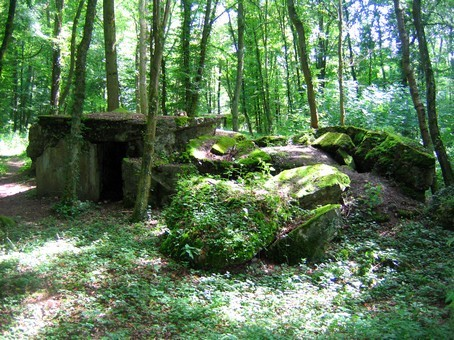
Bunker ayant servi d'abri pour les troupes.

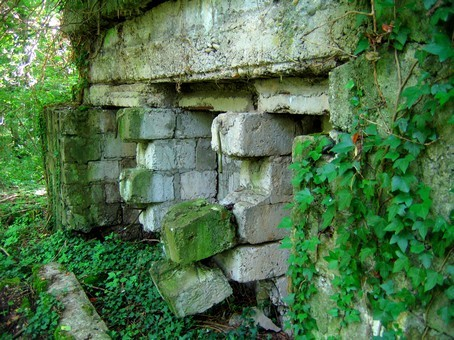
Bunker en moellons.

Partant du centre de Burnhaupt-le-Bas, le Sentier des Bunkers permet de découvrir des ouvrages fortifiés datant de la Première Guerre mondiale, construits par l’armée allemande. Ce sentier a été créé sous l’impulsion de la Société d’Histoire de la Vallée de Masevaux, aidée par les forces vives du Club vosgien de Guewenheim et de la commune de Burnhaupt-le-Bas, et soutenue par la Communauté de communes de la Vallée de la Doller et du Soultzbach. Les vestiges et le sentier ont été débroussaillés par le Club vosgien et d’autres bénévoles. Le projet a également eu le soutien d’un chantier de jeunes, qui a obtenu le prix Armée-Jeunesse en 2004.

#### Histoire du Sentier des Bunkers

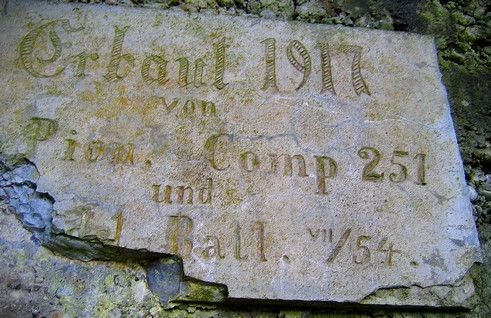
Inscriptions trouvées sur les bunkers.

Après les combats de l'été et de l’automne 1914, le front de Haute Alsace se stabilise sur une ligne Cernay-Dannemarie. Le ban communal de Burnhaupt-le-Bas reste du côté allemand.
En décembre 1914 et janvier 1915, les offensives françaises dans ce secteur se brisent régulièrement sur les lignes allemandes au prix de nombreuses victimes. Les deux villages de Burnhaupt sont sévèrement touchés par les tirs de l’artillerie française et leurs habitants sont évacués en janvier 1915.
Les constructions implantées sur le parcours font partie de la deuxième position de défense allemande, établie dans le but de bloquer une percée éventuelle de l’armée française. Cette position comportait divers postes de combat à tir direct et des emplacements d'artillerie.
Les ouvrages ont été construits dès 1914, mais surtout au cours des années 1916-1917, par des soldats du génie (Pionier Kompanie) d’origine géographique diverse : Wurtemberg, Thuringe, Bavière, Poméranie. Sur le parcours, des panneaux explicatifs indiquent le rôle des ouvrages les mieux conservés.

#### Caserne de Pompiers

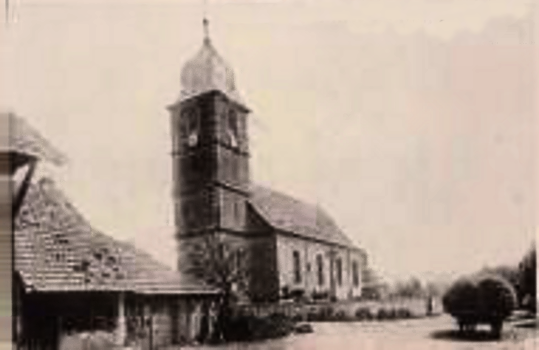
Au premier plan à gauche on distingue la caserne de pompiers (grange) de Burnhaupt-le-Bas telle qu'elle fut entre 1860 et 1913. Au second plan au centre, l'église,.

Face à l'Impasse du Freihof, l'ancien lieu d'asile vers 1850, existe un bâtiment dont on connait l'historique depuis 1859.
En 1859, François Antoine Finck, originaire de Ueberkumen (aujourd'hui Balschwiller) et son épouse Catherine Keck font l’acquisition de cette bâtisse et s’y installent. François Antoine est alors le maréchal-ferrant du village. En 1862 nait son fils Antoine, qui en 1888 prend la succession de son père avec son épouse Agathe Weiss. En 1913, Finck Antoine vend la propriété à Avit Gensbittel et son épouse Nuss Caroline (cette dernière est une enfant abandonnée, trouvée sous un noyer).
En 1924, les époux Avit Gensbittel et Caroline Nuss font donation du bien à leur fils Ephrem et son épouse Bitsch Maria (fille de Louis Bitsch et Waller). Ephrem meurt le 27 novembre 1933. Sa femme Marie, devenue veuve, et ses deux enfants encore mineurs, mettent le bâtiment en adjudication le 31 janvier 1934. Au mois de février 1934, une vente aux enchères est organisée et la mairie devient le nouveau propriétaire des lieux, on ne sait pour quelle réelle raison la commune a souhaité acquérir ce bien. En 1936, la commune entreprend divers travaux. La grange qui avoisine la maison, est transformée, en vue de recevoir le matériel des pompiers, qui était entreposé jusque-là dans autre local du village.
En 1944, avant la fin de la Seconde Guerre mondiale, le bâtiment est occupé par les militaires libérateurs. En janvier 1945, à cause de l'imprudence des soldats qui avaient entreposé des jerricans d’essence, la caserne prend feu. La caserne de pompiers a été entièrement détruite, à l’exception de la maison attenante, logement des enseignants à cette époque.
En 1958, commence la construction de l'actuel bâtiment. Elle a été entreprise selon les plans élaborés de l'architecte Schule de Mulhouse. Ce sont les entreprises de Burnhaupt-le-Bas et des environs qui ont été missionnées après les adjudications de la construction. La maçonnerie et le terrassement ont été confiés à l’entreprise Holder Henri et la menuiserie Gross Charles. Après de long travaux, en 1960, a été fabriqué et monté par Dangel Henri (garagiste à Pfetterhouse), un système pour sécher les tuyaux d'incendie. L'inauguration a lieu en décembre 1960.
Pendant les années 1944 à 2007, ce bâtiment a été la caserne de pompiers. En mai 2007 est inauguré le nouveau centre de secours. Le bâtiment a arrêté de servir aux pompiers. Les véhicules et le matériel ont intégré la nouvelle caserne.
À l'automne 2010, deux jeunes filles de Burnhaupt-le-Bas ont pris l'initiative de proposer la création d'une bibliothèque, soit d'un espace de lecture dans le village. Très déterminées, elles ont convaincu la commune à réfléchir pour trouver une salle adéquate. Ainsi, la salle de réunion et de formation de cette ancienne caserne des pompiers a été proposée par la commune de Burnhaupt-le-Bas qui a accepté de financer les travaux d'aménagement.
La réfection a été réalisée en régie, par les employés de la commune. Une association de bénévoles entre Burnhaupt-le-Bas et Burnhaupt-le-Haut a vu également le jour pour gérer la nouvelle bibliothèque. Ce bâtiment accueil aujourd'hui La BULLE (nom donné à la bibliothèque) et a été ouverte le 26 novembre 2011 et officiellement inaugurée le 11 février 2012.

#### Les monuments commémoratifs
- Monument aux morts dans le cimetière[54] ;
- Stèle commémorative du 2e B.C.P. ;
- Carré militaire dans le cimetière communal.

### Personnalités liées à la commune
- Jean Thiébault Silbermann[55],[56], physicien alsacien, né le 1er décembre 1806 à Burnhaupt-le-Haut (Haut-Rhin) et mort le 4 juillet 1865 à Paris. Il entre à l'école communale de Burnhaupt-le-Bas à 7 ans (en 1813).

### Héraldique
| Blason de Burnhaupt-le-Bas | Les armes de Burnhaupt-le-Bas se blasonnent ainsi : « D'azur à la fontaine monumentale déversant son eau dans une auge adextrant le pilier, le tout d'argent, au croissant contourné d'or posé à dextre. » |

À la fin du XVIIe siècle, le garde de l'Armorial Général avait attribué à Burnhaupt-le-Bas et Burnhaupt-le-Haut des armoiries valables pour les deux communautés villageoises.
En 1978, Burnhaupt-le-Bas en a adopté de nouvelles. Le croissant de lune était l'ancien emblème du village, la fontaine évoque le mot de vieil allemand burn ou brune (source, puits ou fontaine) qui entre dans la composition de « Burnhaupt », et figure déjà sur une borne du siècle dernier.